# 马顿·安娜
马顿·安娜（匈牙利語：Márton Anna，1995年3月31日—）生于布达佩斯，是一名匈牙利女子击剑运动员，主攻佩剑。马顿九岁时开始练习击剑，当时一名教练留意到她的潜能，并建议她加入俱乐部练习击剑。十岁时，她开始师从Gábor Gárdos教练，两人多年来均维持师徒关系。十六岁时，她加入成年国家队，成为当时队内最年轻的队员。高中后，她进入羅蘭大學修读心理学专业。